# Soosiulus fabricii
Soosiulus fabricii är en insektsart som först beskrevs av Metcalf 1965.  Soosiulus fabricii ingår i släktet Soosiulus och familjen dvärgstritar. Inga underarter finns listade i Catalogue of Life.